# Dangerous Odds
Pour plus de détails, voir Fiche technique et Distribution.
Dangerous Odds est un film américain réalisé par William J. Craft et sorti en 1925.
C'est un western indépendant avec dans le rôle principal un certain Bill Cody (1891–1948), un homonyme de Buffalo Bill.

## Fiche technique
- Réalisation : William J. Craft, J.P. McGowan
- Scénario : Jesse J. Goldburg
- Durée : 50 minutes[2].
- Dates de sortie:
  - 7 avril 1925 ( États-Unis)
  - 8 novembre 1926 ( Royaume-Uni)

## Distribution

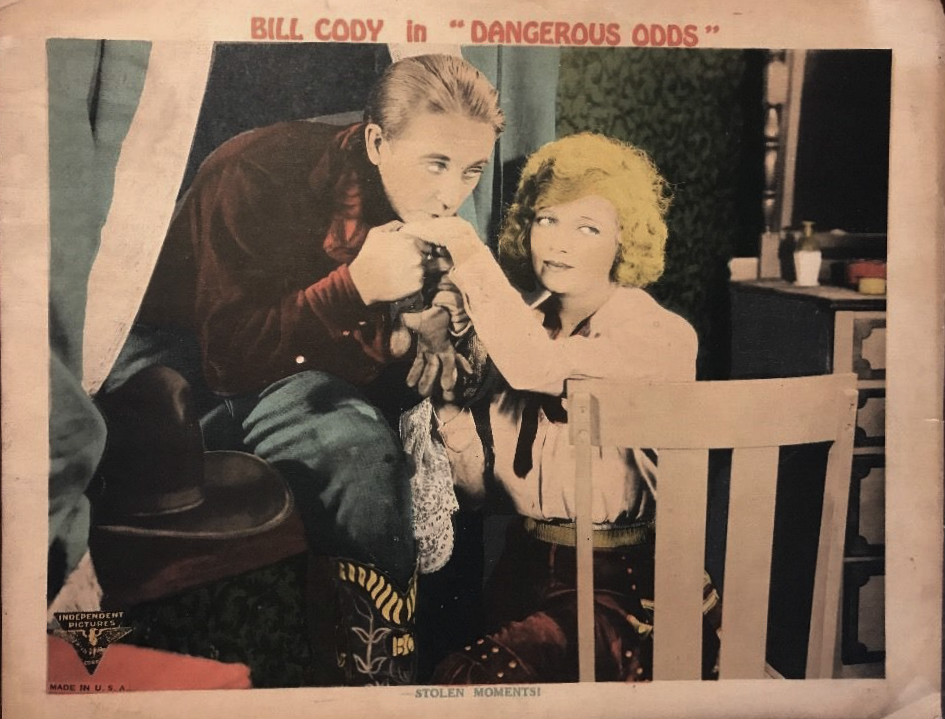
Carte promotionnelle du film, avec Bill Cody et Eileen Sedgwick.

- Bill Cody
- Eileen Sedgwick
- Milton J. Fahrney
- Claude Payton
- Monte Collins
- Al Hallett
- Artie Ortego